# جورج دبليو. سكوت
جورج دبليو. سكوت (بالإنجليزية: George W. Scott) هو سياسي أمريكي، ولد في 1937 في سياتل في الولايات المتحدة. حزبياً، نشط في الحزب الجمهوري.